# Diphysciidae
Diphysciidae er en underklasse af mosser i klassen Bryopsida. Den indeholder kun en enkelt orden, som også er repræsenteret i Danmark.